# Applied Geography
Applied Geography（アプライド・ジオグラフィー、応用地理学）は、エルゼビアが発行する査読付きの学術雑誌。1981年創刊。人文地理学、自然地理学、地理情報科学に関する課題を解決するための応用地理学的な方法を用いた研究をカバーする。社会地理学系ないしは社会学系の雑誌と認識されることがある。2015年現在の編集長はベラミン大学のジェイ・D・ガトレル（Jay D. Gatrell）。

## 収録データベース
掲載論文の情報は以下のデータベースに採録される。
- Current Contents
- Ecological Abstracts
- Elsevier BIOBASE
- Envirofiche
- Environmental Abstracts
- GeoRef
- GEOBASE
- International Development Abstracts
- Oceanographic Literature Review
- Scopus
- Social Sciences Citation Index

Journal Citation Reportsによるとこの雑誌の2011年のインパクトファクターは3.082である。

## 特徴と課題
創刊以来、雑誌の年間の総ページ数は400ページ前後でほとんど変化がなく、応用地理学的研究は停滞していると言える。梶田真はその理由として、非アカデミックな地理学者にとって学術論文を書くというハードルが高いこと、応用地理学がカバーする範囲が広範にわたるため、各テーマについて踏み込んだ議論が困難であること、雑誌の評価が低かったため、一線級の地理学者が自身の最良の研究成果を発表する雑誌として利用してこなかったことを指摘している。また、創刊当初は資源利用の問題を雑誌の目的としていたが、実際に投稿された論文は応用地理学を「単純に地理学を応用したもの」ととらえたものが多かったため、地理学的アプローチを用いた幅広い研究を扱うように方向転換した。
論文1本あたりの引用数は増加傾向にあるものの、Annals of the Association of American GeographersやTransactions of the Institute of British Geographersなどの主要地理学雑誌からの平均引用数は1.12と少なく、応用地理学と純粋地理学が相互に独立した研究分野になっていることが窺える。